# Ceryx riouensis
Ceryx riouensis là một loài bướm đêm thuộc phân họ Arctiinae, họ Erebidae.